# Правчицкие ворота
Правчицкие ворота (чеш. Pravčická brána, нем. Prebischtor) — самые большие скальные ворота Эльбских Песчаниковых гор.
Высота ворот — 16 м, ширина — 26,5 м и глубина — 3 м. В 1826 году здесь был открыт ресторан. В 1881 году на его месте была построена гостиница «Соколиное гнездо» на 50 мест.
Из-за сильной эрозии проход по скальным воротам с 1982 года закрыт.

## Культура
Пейзажи Правчицких ворот использовались в нескольких сценах фильма Хроники Нарнии: Лев, колдунья и волшебный шкаф.